# Neurigona nubifer
Neurigona nubifer är en tvåvingeart som först beskrevs av Friedrich Hermann Loew 1869.  Neurigona nubifer ingår i släktet Neurigona och familjen styltflugor. Inga underarter finns listade i Catalogue of Life.